# الشاقة الغربية (جازان)
قرية الشاقة الغربية، وهي إحدى قرى منطقة جازان وهي قرية سكنية تابعة لبلدية محافظة أبو عريش جنوب غرب المملكة العربية السعودية، تبعد 3 كم باتجاه الجنوب من مدينة أبو عريش.

## الموقع
تقع قرية الشاقة الغربية في منطقة زراعية وسط محافظة جازان، تبعد عن الشاقة الشرقية أقل من 1 كيلو متر، وتبعد حوالي 40 كيلومترا بالاتجاه الشرقي من مدينة جازان، لها عند خط طول 42 درجة وخط العرض 16 درجة.

## وصلات خارجية
- بيانات المجلس البلدي من الأمانة العامة لشؤون المجالس البلدية.
- حصر الخدمات بالمدن والقرى بمنطقة جازان.
- دليل الخدمات بمنطقة جازان.
- مصلحة الإحصاءات العامة والمعلومات.